# Cantone di Ceor-Ségala
Il Cantone di Ceor-Ségala è una divisione amministrativa dell'arrondissement di Rodez.
È stato costituito a seguito della riforma approvata con decreto del 21 febbraio 2014, che ha avuto attuazione dopo le elezioni dipartimentali del 2015.

## Composizione
Comprende i 18 comuni di:
- Baraqueville
- Boussac
- Cabanès
- Camboulazet
- Camjac
- Castanet
- Centrès
- Colombiès
- Gramond
- Manhac
- Meljac
- Moyrazès
- Naucelle
- Pradinas
- Quins
- Saint-Just-sur-Viaur
- Sauveterre-de-Rouergue
- Tauriac-de-Naucelle